# Simulium iguazuense
Simulium iguazuense är en tvåvingeart som beskrevs av Coscaron 1976. Simulium iguazuense ingår i släktet Simulium och familjen knott. Inga underarter finns listade i Catalogue of Life.